# Tetragnatha kamakou
Espèce
Tetragnatha kamakou est une espèce d'araignées aranéomorphes de la famille des Tetragnathidae.

## Distribution
Cette espèce est endémique d'Hawaï. Elle se rencontre sur les îles de Molokai et de Maui.

## Description
Le mâle holotype mesure 6,7 mm et la femelle paratype 6,7 mm.

## Publication originale
- Gillespie, 1992 : Hawaiian spiders of the genus Tetragnatha: I. Spiny leg clade. Journal of Arachnology vol. 19, no 3, p. 174-209 (texte intégral).